# Geogemma
A Geogemma egy Archaea nem a Pyrodictiaceae családban. Az archeák – ősbaktériumok – egysejtű, sejtmag nélküli prokarióta szervezetek. Három faja van. Fajai: G. barossii, G. indica, G. pacifica.